# Hu Hanmin

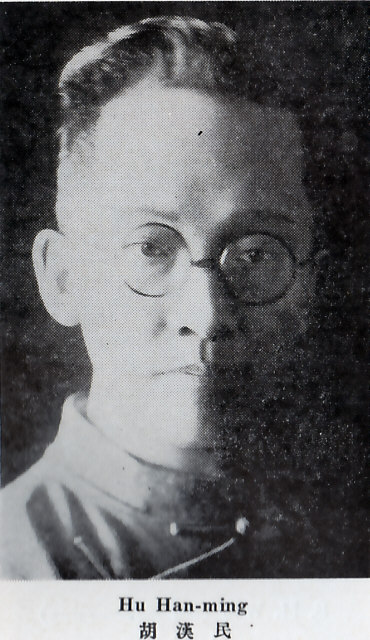
Hu Hanming abans del 1931 (Font: “Who's Who in China “ 4a,ed, The China Weekly Review, Shanghai),

Hu Hanmin (xinès simplificat: 胡汉民; xinès tradicional 胡漢民;pinyin: Hú Hànmín) fou un escriptor, polític i governant xinès nascut a Panyu, província de Guangdong el 9 de desembre de 1879 i mort el 12 de maig de 1936 a Canton. Pertanyia a l'ala dretana del Kuomintang (KMT) i fou un col·laborador directe de Sun Yat-sen. .
La família de Hu Hanmin era de la minoria hakka de l'ètnia han. Quan van morir els seus pares va fer de professor (igual que el seu germà gran) per tal de sostenir la seva família. Va estudiar al Japó (1902) i formà part de la Tongmenhui . De tornada al seu país va treballar en un periòdic. Quan esclatà la Revolució de 1911, essent un fervent partidari de Sun Yat-sen, ocupà càrrecs importants. Arran la repressió contra les republicans duta a terme per Yuan Shikai es veu obligat a exiliar-se al Japó. Després de la mort de Sun Yat-sen va convertir-se en un dels màxims dirigents del Kuomingtan. Però el nomenament de Wang Jingwei com a president va significar el distanciament entre els dos. Després d'una visita la URSS  la rivalitat amb Chiang Kai-shek motivà l'anada a Hong Kong i apartar-se, momentàniament, de la política (1927) però, poc després, Chiang va comptar amb Hu per contrarestar els esquerranistes del partit nacionalista. Actuà, també, contra els comunistes.
El descontentament amb el règim de Chiang provocà el descontentament de diverses personalitats del KMT com Feng Yuxiang, Yan Xishan Li Zongren i Wang Jingwei que van desafiar el govern de Nanjing amb les armes. Chiang va ser el vencedor. Hu Hannim, de cap manera, volia tractar benèvolament als derrotats ni tampoc una nova constitució tal com volia Chiang. Altre cop Hu és detingut però és alliberat arran de protestes estudiantils i la reacció de membres destacats del KMT. Només l'amenaça japonesa evità una nova guerra civil
El 1931 va marxar a Hong Kong considerant-se l'hereu de l'ideari de Sun Yat-sen i defensant un partit fort i centralitzat a l'estil leninista.. El 1936, retornà i quan es proposava a començar una vegada més la seva activitat política dins el KMT, va morir a conseqüència d'una feridura.